# Kabinet (regering)
 For alternative betydninger, se Kabinet. (Se også artikler, som begynder med Kabinet)
Et kabinet er en forsamling af fremstående medlemmer af en regering. I nogle lande bruges betegnelser som statsråd eller lignende.
I nogle lande, særlig lande med parlamentarisme, er det kabinettet som samlet bestemmer regeringens politiske mål og retning, specielt med tanke på lovgivning vedtaget af parlamentet. I andre lande, som USA, har kabinettet lille fælles magt eller indflydelse på lovgivning, og fungerer i stedet som et rådgivende organ for statschefen. I nogle lande må kabinettet udpeges fra medlemmer af den lovgivende forsamling.
I de fleste lande har kabinetmedlemmer titlen minister, og hver af dem er ansvarlig for en portefølje ("minister for handel", osv.). I nogle lande bruges titlen sekretær eller statssekretær. Den daglige rolle for kabinetmedlemmer består i at lede et segment af det nationale bureaukrati.